# Tour de l'Ain de 2020
A 32.ª edição da competição ciclista Tour de l'Ain foi uma prova de ciclismo de estrada por etapas que decorreu entre 7 e 9 de agosto de 2020 em França com início na comuna de Montréal-la-Cluse e final no alto de Col du Grand Colombier sobre um percurso de 424,5 quilómetros.
A carreira fez parte do UCI Europe Tour de 2020, calendário ciclístico dos Circuitos Continentais da UCI, dentro da categoria 2.1. O vencedor final foi o esloveno Primož Roglič da Jumbo-Visma seguido do colombiano Egan Bernal da Ineos e do colombiano Nairo Quintana da Arkéa Samsic.

## Equipas participantes
Tomaram a partida um total de 24 equipas, dos quais 12 são de categoria UCI World Team, 6 Profissional Continental, 4 Continental e 2 seleções nacionais, quem conformaram um pelotão de 144 ciclistas dos quais terminaram 100. As equipas participantes foram:
| Equipes WorldTeam (12)- Groupama-FDJ - Cofidis - AG2R La Mondiale - Deceuninck-Quick Step - Team Sunweb - UAE Team Emirates - Ineos - Jumbo-Visma - Trek-Segafredo - CCC Team - Israel Start-Up Nation - Lotto Soudal Equipes ProTeam (6)- Total Direct Énergie - Circus-Wanty Gobert - B&B Hotels-Vital Concept p/b KTM - Nippo Delko One Provence - Sport Vlaanderen-Baloise - Arkéa-Samsic Equipes Continentais (4)- Kometa-Xstra - Saint Michel-Auber 93 - Natura4Ever-Roubaix Lille Métropole - Hagens Berman Axeon Equipes nacionais (2)- Alemanha - Suíça |
| |

## Percorrido
O Tour de l'Ain dispunha de três etapas em média montanha, para um percurso total de 424,5 quilómetros.
| Etapa | Data   | Percurso                                 | type            | Distância (km) | Vencedor       | Líder geral    |
| ----- | ------ | ---------------------------------------- | --------------- | -------------- | -------------- | -------------- |
| 1     | 7 ago. | Montréal-la-Cluse – Ceyzériat            | etapa escarpada | 139,5          | Andrea Bagioli | Andrea Bagioli |
| 2     | 8 ago. | Lagnieu – Lélex                          | média montanha  | 140,5          | Primož Roglič  | Primož Roglič  |
| 3     | 9 ago. | Saint-Vulbas – Passo do Grande Colombier | média montanha  | 144,5          | Primož Roglič  | Primož Roglič  |

## Desenvolvimento da carreira

### 1.ª etapa
| Montréal-la-Cluse - Ceyzériat | etapa escarpada | (139,5 km) |

| \| Classificação por etapas \| Classificação por etapas \| Classificação por etapas \| Classificação por etapas \| Classificação por etapas \| \| Ciclista \| Ciclista \| Equipe \| Tempo \| \| \| ------------------------ \| ------------------------ \| ------------------------ \| ------------------------ \| ------------------------ \| \| 1. \| Andrea Bagioli \| Deceuninck-Quick Step \| 3h17m00s \| \| \| 2. \| Primož Roglič \| Jumbo-Visma \| + 0s \| \| \| 3. \| Stefan Bissegger \| Suíça \| + 0s \| \| \| 4. \| Tom Dumoulin \| Jumbo-Visma \| + 0s \| \| \| 5. \| Erik Fetter \| Kometa-Xstra \| + 0s \| \| \| 6. \| Giacomo Garavaglia \| Kometa-Xstra \| + 0s \| \| \| 7. \| Guillaume Martin \| Cofidis \| + 0s \| \| \| 8. \| João Almeida \| Deceuninck-Quick Step \| + 0s \| \| \| 9. \| Bauke Mollema \| Trek-Segafredo \| + 0s \| \| \| 10. \| Valerio Conti \| UAE Team Emirates \| + 0s \| \| |                    |                       |          |
| |                    |                       |          |
| Fontes: ProCyclingStats Cycling Archives |                    |                       |          |
| Classificação por etapas |                    |                       |          |
| Ciclista | Ciclista           | Equipe                | Tempo    |
| 1. | Andrea Bagioli     | Deceuninck-Quick Step | 3h17m00s |
| 2. | Primož Roglič      | Jumbo-Visma           | + 0s     |
| 3. | Stefan Bissegger   | Suíça                 | + 0s     |
| 4. | Tom Dumoulin       | Jumbo-Visma           | + 0s     |
| 5. | Erik Fetter        | Kometa-Xstra          | + 0s     |
| 6. | Giacomo Garavaglia | Kometa-Xstra          | + 0s     |
| 7. | Guillaume Martin   | Cofidis               | + 0s     |
| 8. | João Almeida       | Deceuninck-Quick Step | + 0s     |
| 9. | Bauke Mollema      | Trek-Segafredo        | + 0s     |
| 10. | Valerio Conti      | UAE Team Emirates     | + 0s     |

| \| Classificação geral \| Classificação geral \| Classificação geral \| Classificação geral \| Classificação geral \| \| Ciclista \| Ciclista \| Equipe \| Tempo \| \| \| ------------------- \| ------------------- \| --------------------- \| ------------------- \| ------------------- \| \| 1. \| Andrea Bagioli \| Deceuninck-Quick Step \| 3h16m50s \| \| \| 2. \| Primož Roglič \| Jumbo-Visma \| + 4s \| \| \| 3. \| Stefan Bissegger \| Suíça \| + 6s \| \| \| 4. \| Tom Dumoulin \| Jumbo-Visma \| + 10s \| \| \| 5. \| Erik Fetter \| Kometa-Xstra \| + 10s \| \| \| 6. \| Giacomo Garavaglia \| Kometa-Xstra \| + 10s \| \| \| 7. \| Guillaume Martin \| Cofidis \| + 10s \| \| \| 8. \| João Almeida \| Deceuninck-Quick Step \| + 10s \| \| \| 9. \| Bauke Mollema \| Trek-Segafredo \| + 10s \| \| \| 10. \| Valerio Conti \| UAE Team Emirates \| + 10s \| \| |                    |                       |          |
| |                    |                       |          |
| Fontes: ProCyclingStats Cycling Archives |                    |                       |          |
| Classificação geral |                    |                       |          |
| Ciclista | Ciclista           | Equipe                | Tempo    |
| 1. | Andrea Bagioli     | Deceuninck-Quick Step | 3h16m50s |
| 2. | Primož Roglič      | Jumbo-Visma           | + 4s     |
| 3. | Stefan Bissegger   | Suíça                 | + 6s     |
| 4. | Tom Dumoulin       | Jumbo-Visma           | + 10s    |
| 5. | Erik Fetter        | Kometa-Xstra          | + 10s    |
| 6. | Giacomo Garavaglia | Kometa-Xstra          | + 10s    |
| 7. | Guillaume Martin   | Cofidis               | + 10s    |
| 8. | João Almeida       | Deceuninck-Quick Step | + 10s    |
| 9. | Bauke Mollema      | Trek-Segafredo        | + 10s    |
| 10. | Valerio Conti      | UAE Team Emirates     | + 10s    |

### 2.ª etapa
| Lagnieu - Lélex | média montanha | (140,5 km) |

| \| Classificação por etapas \| Classificação por etapas \| Classificação por etapas \| Classificação por etapas \| Classificação por etapas \| \| Ciclista \| Ciclista \| Equipe \| Tempo \| \| \| ------------------------ \| ------------------------ \| ------------------------ \| ------------------------ \| ------------------------ \| \| 1. \| Primož Roglič \| Jumbo-Visma \| 3h58m14s \| \| \| 2. \| Egan Bernal \| Team Ineos \| + 0s \| \| \| 3. \| Valerio Conti \| UAE Team Emirates \| + 0s \| \| \| 4. \| Nairo Quintana \| Arkéa-Samsic \| + 0s \| \| \| 5. \| Steven Kruijswijk \| Jumbo-Visma \| + 7s \| \| \| 6. \| Jesús Herrada \| Cofidis \| + 15s \| \| \| 7. \| Fabio Aru \| UAE Team Emirates \| + 16s \| \| \| 8. \| João Almeida \| Deceuninck-Quick Step \| + 16s \| \| \| 9. \| Jonathan Castroviejo \| Team Ineos \| + 20s \| \| \| 10. \| Jan Hirt \| CCC Team \| + 20s \| \| |                      |                       |          |
| |                      |                       |          |
| Fontes: ProCyclingStats Cycling Archives |                      |                       |          |
| Classificação por etapas |                      |                       |          |
| Ciclista | Ciclista             | Equipe                | Tempo    |
| 1. | Primož Roglič        | Jumbo-Visma           | 3h58m14s |
| 2. | Egan Bernal          | Team Ineos            | + 0s     |
| 3. | Valerio Conti        | UAE Team Emirates     | + 0s     |
| 4. | Nairo Quintana       | Arkéa-Samsic          | + 0s     |
| 5. | Steven Kruijswijk    | Jumbo-Visma           | + 7s     |
| 6. | Jesús Herrada        | Cofidis               | + 15s    |
| 7. | Fabio Aru            | UAE Team Emirates     | + 16s    |
| 8. | João Almeida         | Deceuninck-Quick Step | + 16s    |
| 9. | Jonathan Castroviejo | Team Ineos            | + 20s    |
| 10. | Jan Hirt             | CCC Team              | + 20s    |

| \| Classificação geral \| Classificação geral \| Classificação geral \| Classificação geral \| Classificação geral \| \| Ciclista \| Ciclista \| Equipe \| Tempo \| \| \| ------------------- \| ------------------- \| --------------------- \| ------------------- \| ------------------- \| \| 1. \| Primož Roglič \| Jumbo-Visma \| 7h14m58s \| \| \| 2. \| Egan Bernal \| Team Ineos \| + 10s \| \| \| 3. \| Valerio Conti \| UAE Team Emirates \| + 12s \| \| \| 4. \| Bauke Mollema \| Trek-Segafredo \| + 16s \| \| \| 5. \| Nairo Quintana \| Arkéa-Samsic \| + 16s \| \| \| 6. \| Steven Kruijswijk \| Jumbo-Visma \| + 23s \| \| \| 7. \| Jesús Herrada \| Cofidis \| + 31s \| \| \| 8. \| João Almeida \| Deceuninck-Quick Step \| + 32s \| \| \| 9. \| Fabio Aru \| UAE Team Emirates \| + 32s \| \| \| 10. \| Jan Hirt \| CCC Team \| + 36s \| \| |                   |                       |          |
| |                   |                       |          |
| Fontes: ProCyclingStats Cycling Archives |                   |                       |          |
| Classificação geral |                   |                       |          |
| Ciclista | Ciclista          | Equipe                | Tempo    |
| 1. | Primož Roglič     | Jumbo-Visma           | 7h14m58s |
| 2. | Egan Bernal       | Team Ineos            | + 10s    |
| 3. | Valerio Conti     | UAE Team Emirates     | + 12s    |
| 4. | Bauke Mollema     | Trek-Segafredo        | + 16s    |
| 5. | Nairo Quintana    | Arkéa-Samsic          | + 16s    |
| 6. | Steven Kruijswijk | Jumbo-Visma           | + 23s    |
| 7. | Jesús Herrada     | Cofidis               | + 31s    |
| 8. | João Almeida      | Deceuninck-Quick Step | + 32s    |
| 9. | Fabio Aru         | UAE Team Emirates     | + 32s    |
| 10. | Jan Hirt          | CCC Team              | + 36s    |

### 3.ª etapa
| Saint-Vulbas - Passo do Grande Colombier | média montanha | (144,5 km) |

| \| Classificação por etapas \| Classificação por etapas \| Classificação por etapas \| Classificação por etapas \| Classificação por etapas \| \| Ciclista \| Ciclista \| Equipe \| Tempo \| \| \| ------------------------ \| ------------------------ \| ------------------------ \| ------------------------ \| ------------------------ \| \| 1. \| Primož Roglič \| Jumbo-Visma \| 4h06m24s \| \| \| 2. \| Egan Bernal \| Team Ineos \| + 4s \| \| \| 3. \| Nairo Quintana \| Arkéa-Samsic \| + 6s \| \| \| 4. \| Guillaume Martin \| Cofidis \| + 8s \| \| \| 5. \| Richie Porte \| Trek-Segafredo \| + 8s \| \| \| 6. \| Steven Kruijswijk \| Jumbo-Visma \| + 23s \| \| \| 7. \| George Bennett \| Jumbo-Visma \| + 31s \| \| \| 8. \| Tom Dumoulin \| Jumbo-Visma \| + 44s \| \| \| 9. \| Daniel Martin \| Israel Start-Up Nation \| + 1m16s \| \| \| 10. \| João Almeida \| Deceuninck-Quick Step \| + 1m58s \| \| |                   |                        |          |
| |                   |                        |          |
| Fontes: ProCyclingStats Cycling Archives |                   |                        |          |
| Classificação por etapas |                   |                        |          |
| Ciclista | Ciclista          | Equipe                 | Tempo    |
| 1. | Primož Roglič     | Jumbo-Visma            | 4h06m24s |
| 2. | Egan Bernal       | Team Ineos             | + 4s     |
| 3. | Nairo Quintana    | Arkéa-Samsic           | + 6s     |
| 4. | Guillaume Martin  | Cofidis                | + 8s     |
| 5. | Richie Porte      | Trek-Segafredo         | + 8s     |
| 6. | Steven Kruijswijk | Jumbo-Visma            | + 23s    |
| 7. | George Bennett    | Jumbo-Visma            | + 31s    |
| 8. | Tom Dumoulin      | Jumbo-Visma            | + 44s    |
| 9. | Daniel Martin     | Israel Start-Up Nation | + 1m16s  |
| 10. | João Almeida      | Deceuninck-Quick Step  | + 1m58s  |

## Classificações finais
- As classificações finalizaram da seguinte forma:[3]

### Classificação geral
| \| Classificação geral \| Classificação geral \| Classificação geral \| Classificação geral \| Classificação geral \| \| Ciclista \| Ciclista \| Equipe \| Tempo \| \| \| ------------------- \| ------------------- \| --------------------- \| ------------------- \| ------------------- \| \| 1. \| Primož Roglič \| Jumbo-Visma \| 11h21m12s \| \| \| 2. \| Egan Bernal \| Team Ineos \| + 18s \| \| \| 3. \| Nairo Quintana \| Arkéa-Samsic \| + 28s \| \| \| 4. \| Steven Kruijswijk \| Jumbo-Visma \| + 56s \| \| \| 5. \| George Bennett \| Jumbo-Visma \| + 1m27s \| \| \| 6. \| Bauke Mollema \| Trek-Segafredo \| + 2m24s \| \| \| 7. \| João Almeida \| Deceuninck-Quick Step \| + 2m40s \| \| \| 8. \| Guillaume Martin \| Cofidis \| + 2m45s \| \| \| 9. \| Jesús Herrada \| Cofidis \| + 3m39s \| \| \| 10. \| Fabio Aru \| UAE Team Emirates \| + 4m26s \| \| |                   |                       |           |
| |                   |                       |           |
| Fontes: ProCyclingStats Cycling Archives |                   |                       |           |
| Classificação geral |                   |                       |           |
| Ciclista | Ciclista          | Equipe                | Tempo     |
| 1. | Primož Roglič     | Jumbo-Visma           | 11h21m12s |
| 2. | Egan Bernal       | Team Ineos            | + 18s     |
| 3. | Nairo Quintana    | Arkéa-Samsic          | + 28s     |
| 4. | Steven Kruijswijk | Jumbo-Visma           | + 56s     |
| 5. | George Bennett    | Jumbo-Visma           | + 1m27s   |
| 6. | Bauke Mollema     | Trek-Segafredo        | + 2m24s   |
| 7. | João Almeida      | Deceuninck-Quick Step | + 2m40s   |
| 8. | Guillaume Martin  | Cofidis               | + 2m45s   |
| 9. | Jesús Herrada     | Cofidis               | + 3m39s   |
| 10. | Fabio Aru         | UAE Team Emirates     | + 4m26s   |

### Classificação da montanha
| Classificação da montanha | Classificação da montanha | Classificação da montanha | Classificação da montanha | Classificação da montanha |
| Ciclista                  | Ciclista                  | Equipe                    | Pontos                    |                           |
| ------------------------- | ------------------------- | ------------------------- | ------------------------- | ------------------------- |
| 1.                        | Julien Bernard            | Trek-Segafredo            | 59 pts                    |                           |
| 2.                        | Primož Roglič             | Jumbo-Visma               | 35 pts                    |                           |
| 3.                        | Andrea Bagioli            | Deceuninck-Quick Step     | 25 pts                    |                           |
| 4.                        | Egan Bernal               | Team Ineos                | 22 pts                    |                           |
| 5.                        | George Bennett            | Jumbo-Visma               | 16 pts                    |                           |
| 6.                        | Jaakko Hänninen           | AG2R La Mondiale          | 16 pts                    |                           |
| 7.                        | Joey Rosskopf             | CCC Team                  | 15 pts                    |                           |
| 8.                        | Romain Sicard             | Total Direct Énergie      | 14 pts                    |                           |
| 9.                        | Simon Guglielmi           | Groupama-FDJ              | 13 pts                    |                           |
| 10.                       | Nairo Quintana            | Arkéa-Samsic              | 11 pts                    |                           |

### Classificação por pontos
| Classificação por pontos | Classificação por pontos | Classificação por pontos | Classificação por pontos | Classificação por pontos |
| Ciclista                 | Ciclista                 | Equipe                   | Pontos                   |                          |
| ------------------------ | ------------------------ | ------------------------ | ------------------------ | ------------------------ |
| 1.                       | Primož Roglič            | Jumbo-Visma              | 70 pts                   |                          |
| 2.                       | Egan Bernal              | Team Ineos               | 42 pts                   |                          |
| 3.                       | Nairo Quintana           | Arkéa-Samsic             | 30 pts                   |                          |
| 4.                       | Andrea Bagioli           | Deceuninck-Quick Step    | 25 pts                   |                          |
| 5.                       | Guillaume Martin         | Cofidis                  | 24 pts                   |                          |
| 6.                       | Steven Kruijswijk        | Jumbo-Visma              | 22 pts                   |                          |
| 7.                       | João Almeida             | Deceuninck-Quick Step    | 22 pts                   |                          |
| 8.                       | Tom Dumoulin             | Jumbo-Visma              | 22 pts                   |                          |
| 9.                       | Valerio Conti            | UAE Team Emirates        | 22 pts                   |                          |
| 10.                      | Bauke Mollema            | Trek-Segafredo           | 17 pts                   |                          |

### Classificação dos jovens
| Classificação dos jovens | Classificação dos jovens | Classificação dos jovens | Classificação dos jovens | Classificação dos jovens |
| Ciclista                 | Ciclista                 | Equipe                   | Tempo                    |                          |
| ------------------------ | ------------------------ | ------------------------ | ------------------------ | ------------------------ |
| 1.                       | João Almeida             | Deceuninck-Quick Step    | 11h23m52s                |                          |
| 2.                       | Michel Ries              | Trek-Segafredo           | + 11m46s                 |                          |
| 3.                       | Thymen Arensman          | Team Sunweb              | + 15m24s                 |                          |
| 4.                       | Andrea Bagioli           | Deceuninck-Quick Step    | + 16m35s                 |                          |
| 5.                       | Ilan Van Wilder          | Team Sunweb              | + 19m15s                 |                          |
| 6.                       | Jakob Geßner             | Alemanha                 | + 21m20s                 |                          |
| 7.                       | Kevin Vermaerke          | Hagens Berman Axeon      | + 21m20s                 |                          |
| 8.                       | Miguel Heidemann         | Alemanha                 | + 24m13s                 |                          |
| 9.                       | Mauri Vansevenant        | Deceuninck-Quick Step    | + 26m03s                 |                          |
| 10.                      | Johannes Adamietz        | Alemanha                 | + 28m01s                 |                          |

### Classificação por equipas
| Classificação por equipes | Classificação por equipes | Classificação por equipes | Classificação por equipes |
| Equipe                    | Equipe                    | Tempo                     |                           |
| ------------------------- | ------------------------- | ------------------------- | ------------------------- |
| 1.                        | Jumbo-Visma               | 34h06m25s                 |                           |
| 2.                        | Ineos                     | + 14m35s                  |                           |
| 3.                        | Cofidis                   | + 22m52s                  |                           |
| 4.                        | Trek-Segafredo            | + 27m00s                  |                           |
| 5.                        | Arkéa-Samsic              | + 36m02s                  |                           |
| 6.                        | Deceuninck-Quick Step     | + 47m59s                  |                           |
| 7.                        | UAE Team Emirates         | + 49m11s                  |                           |
| 8.                        | AG2R La Mondiale          | + 49m29s                  |                           |
| 9.                        | Groupama-FDJ              | + 1h08m25s                |                           |
| 10.                       | CCC Team                  | + 1h08m38s                |                           |

## Evolução das classificações
| Etapa                 | Vencedor              | Classificação geral | Classificação da montanha | Classificação por pontos | Classificação dos jovens | Classificação por equipas |
| --------------------- | --------------------- | ------------------- | ------------------------- | ------------------------ | ------------------------ | ------------------------- |
| 1.ª                   | Andrea Bagioli        | Andrea Bagioli      | Ivan Centrone             | Andrea Bagioli           | Andrea Bagioli           | Jumbo-Visma               |
| 2.ª                   | Primož Roglič         | Primož Roglič       | Julien Bernard            | Primož Roglič            | João Almeida             | Jumbo-Visma               |
| 3.ª                   | Primož Roglič         | Primož Roglič       | Julien Bernard            | Primož Roglič            | João Almeida             | Jumbo-Visma               |
| Classificações Finais | Classificações Finais | Primož Roglič       | Julien Bernard            | Primož Roglič            | João Almeida             | Jumbo-Visma               |

## UCI World Ranking
O Tour de l'Ain outorga pontos para o UCI World Ranking para corredores das equipas nas categorias UCI World Team, Profissional Continental e Equipas Continentais. As seguintes tabelas mostram o barómetro de pontuação e os 10 corredores que obtiveram mais pontos:
| Posição             | 1.º | 2.º | 3.º | 4.º | 5.º | 6.º | 7.º | 8.º | 9.º | 10.º | 11.º | 12.º | 13.º-15.º | 16.º-25.º |
| Classificação Geral | 125 | 85  | 70  | 60  | 50  | 40  | 35  | 30  | 25  | 20   | 15   | 10   | 5         | 3         |
| Por etapa           | 14  | 5   | 3   |     |     |     |     |     |     |      |      |      |           |           |
| Líder               | 3   |     |     |     |     |     |     |     |     |      |      |      |           |           |

| Classificação |                   |                            |       |       |       |       |
| Posição       | Ciclista          | Equipa                     | Geral | Etapa | Líder | Total |
| ------------- | ----------------- | -------------------------- | ----- | ----- | ----- | ----- |
| 1.º           | Primož Roglič     | Jumbo-Visma                | 125   | 33    | 3     | 161   |
| 2.º           | Egan Bernal       | INEOS                      | 85    | 10    | -     | 95    |
| 3.º           | Nairo Quintana    | Arkéa Samsic               | 70    | 3     | -     | 73    |
| 4.º           | Steven Kruijswijk | Jumbo-Visma                | 60    | -     | -     | 60    |
| 5.º           | George Bennett    | Jumbo-Visma                | 50    | -     | -     | 50    |
| 6.º           | Bauke Mollema     | Trek-Segafredo             | 40    | -     | -     | 40    |
| 7.º           | João Almeida      | Deceuninck-Quick Step      | 35    | -     | -     | 35    |
| 8.º           | Guillaume Martin  | Cofidis, Solutions Crédits | 30    | -     | -     | 30    |
| 9.º           | Jesús Herrada     | Cofidis, Solutions Crédits | 25    | -     | -     | 25    |
| 10.º          | Fabio Aru         | UAE Emirates               | 20    | -     | -     | 20    |